# María Grómova
María Grómova –en ruso, Мария Громова– (20 de julio de 1984) es una deportista rusa que compitió en natación sincronizada.
Participó en tres Juegos Olímpicos de Verano entre los años 2004 y 2012, obteniendo tres medallas de oro: una en Atenas 2004, una en Pekín 2008 y una en Londres 2012. Ganó ocho medallas de oro en el Campeonato Mundial de Natación entre los años 2003 y 2011, y cuatro medallas de oro en el Campeonato Europeo de Natación entre los años 2002 y 2006.

## Palmarés internacional
| Juegos Olímpicos   | Juegos Olímpicos      | Juegos Olímpicos | Juegos Olímpicos  |
| Año                | Lugar                 | Medalla          | Prueba            |
| ------------------ | --------------------- | ---------------- | ----------------- |
| 2004               | Atenas (Grecia)       | Medalla de oro   | Equipo            |
| 2008               | Pekín (China)         | Medalla de oro   | Equipo            |
| 2012               | Londres (Reino Unido) | Medalla de oro   | Equipo            |
| Campeonato Mundial |                       |                  |                   |
| Año                | Lugar                 | Medalla          | Prueba            |
| 2003               | Barcelona (España)    | Medalla de oro   | Equipo            |
| 2005               | Montreal (Canadá)     | Medalla de oro   | Equipo            |
| 2005               | Montreal (Canadá)     | Medalla de oro   | Combinación libre |
| 2007               | Melbourne (Australia) | Medalla de oro   | Equipo técnico    |
| 2007               | Melbourne (Australia) | Medalla de oro   | Equipo libre      |
| 2007               | Melbourne (Australia) | Medalla de oro   | Combinación libre |
| 2011               | Shanghái (China)      | Medalla de oro   | Equipo técnico    |
| 2011               | Shanghái (China)      | Medalla de oro   | Combinación libre |
| Campeonato Europeo |                       |                  |                   |
| Año                | Lugar                 | Medalla          | Prueba            |
| 2002               | Berlín (Alemania)     | Medalla de oro   | Equipo            |
| 2004               | Madrid (España)       | Medalla de oro   | Equipo            |
| 2006               | Budapest (Hungría)    | Medalla de oro   | Equipo            |
| 2006               | Budapest (Hungría)    | Medalla de oro   | Combinación libre |